# 喀斯喀特 (內布拉斯加州)
喀斯喀特（英語：Cascade）是位於美國內布拉斯加州切里縣的非建制地區。

## 歷史
喀斯喀特的郵局於1899年設立，其後於1955年停運。

## 地理
喀斯喀特所處的海拔為高於海平面843米（即2766英呎），而該地所採用的時區為UTC-6，即北美中部时区（CST）。同時該地設有夏令時間，為UTC-6調快一小時，即UTC-5（CDT）。